# Philosophical Transactions of the Royal Society
Philosophical Transactions of the Royal Society je prirodoslovni časopis koji izdaje Kraljevo društvo iz Londona. Prvi broj je izašao 1665. godine, što ga čini prvim časopisom takve vrste, te drugim znanstvenim časopisom uopće (poslije francuskog Journal des sçavansa). Odrednica filozofski u naslovu referira na filozofiju prirode.
Za uređenje i tiskanje prvog broja (6. ožujka 1665.) najzaslužniji je tajnik Kraljevskog društva Henry Oldenburg, a treba naglasiti da su u narečenom časopisu svoje radove objavljivali neki najrelevantniji znanstvenici svih vremena: Isaac Newton (New Theory about Light and Colours/Nova teorija o svjetlu i bojama), Michael Faraday i Charles Darwin. Sve spomenuto časopis svrstava u red najuglednijih znanstvenih tiskovina.

## Ostala izdanja Kraljevskog društva
- Biology Letters
- Journal of the Royal Society Interface
- Notes and Records
- Proceedings A
- Proceedings B

## Vanjske poveznice
- Povijest časopisa[neaktivna poveznica]
- Philosophical Transactions of the Royal Society A  Arhivirana inačica izvorne stranice od 16. veljače 2009. (Wayback Machine)
- Philosophical Transactions of the Royal Society B  Arhivirana inačica izvorne stranice od 30. listopada 2008. (Wayback Machine)